# Blarewater
Het Blarewater is een natuurgebied in Nederzwalm-Hermelgem in de Belgische provincie Oost-Vlaanderen. Het gebied is twee hectare groot en wordt beheerd door het Agentschap voor Natuur en Bos (net als de nabijgelegen gebieden Weiput en Reytmeersen); het omvat een meander van de Schelde en wilgenstruweel. In het natuurgebied leven onder andere krakeend, wilde eend, kuifeend, meerkoet, waterhoen. In de meander komen paling, rietvoorn, karper, baars, snoek en snoekbaars voor. Ook oeverlibel, keizerlibel, houtpantserjuffer, grote heidelibel en lantaarntje leven aan de meander. Verder vindt men er aalscholver, bruine kiekendief, oeverzwaluw, boerenzwaluw en huiszwaluw. Het natuurgebied is vrij toegankelijk via de wandelpaden en het wandelnetwerk 'Vlaamse Ardennen - Zwalmvallei'.

## Afbeeldingen

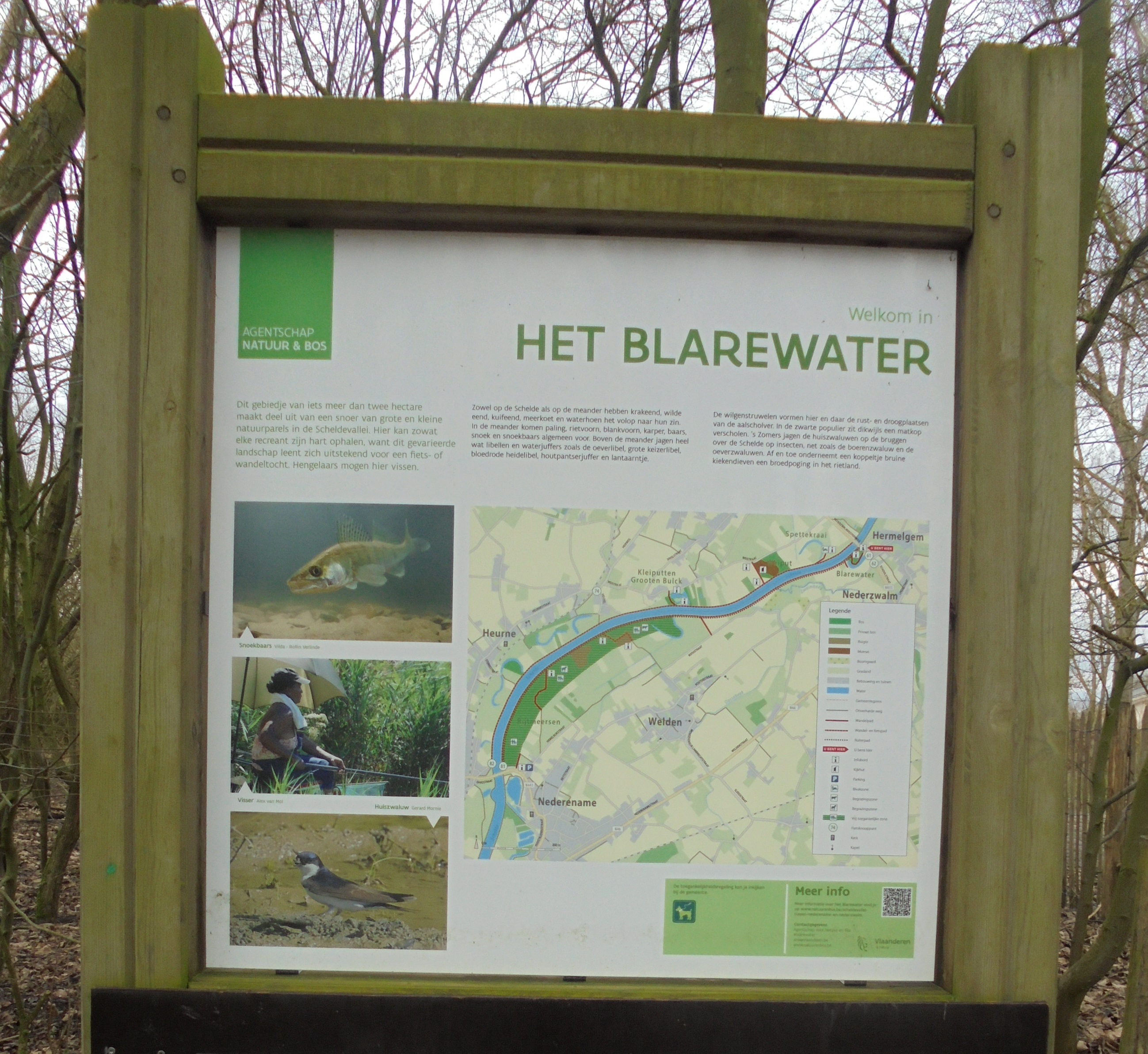
infobord
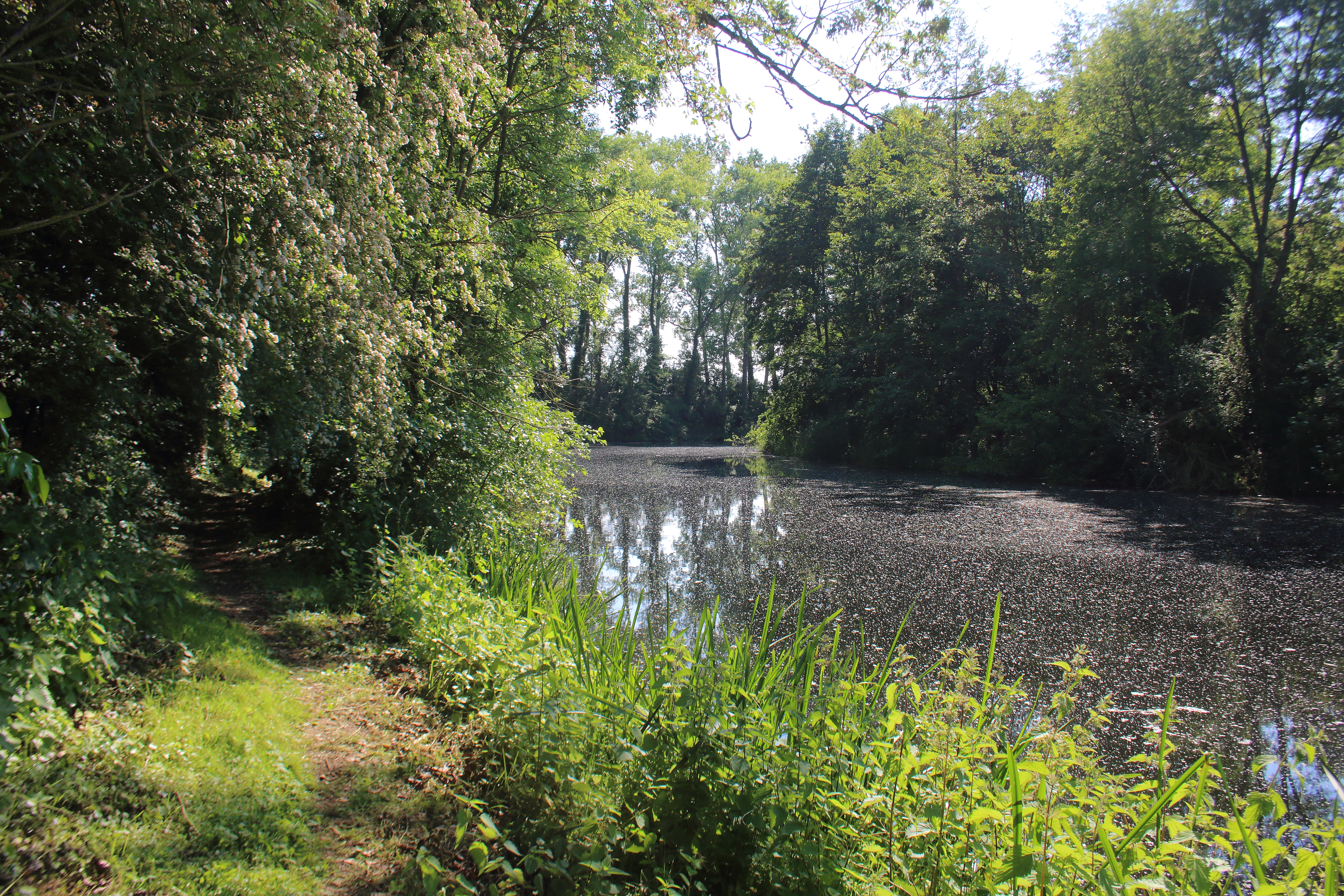
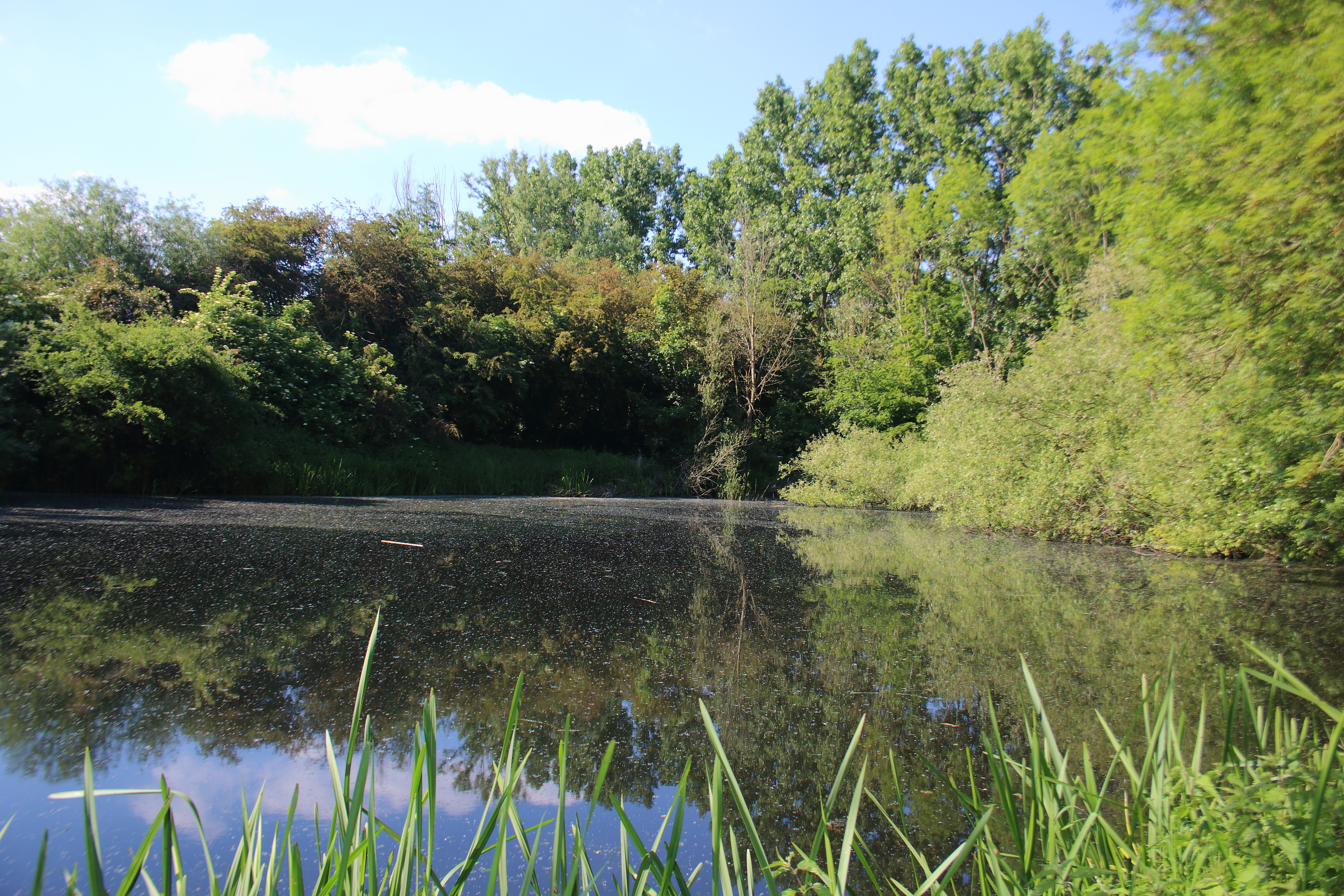
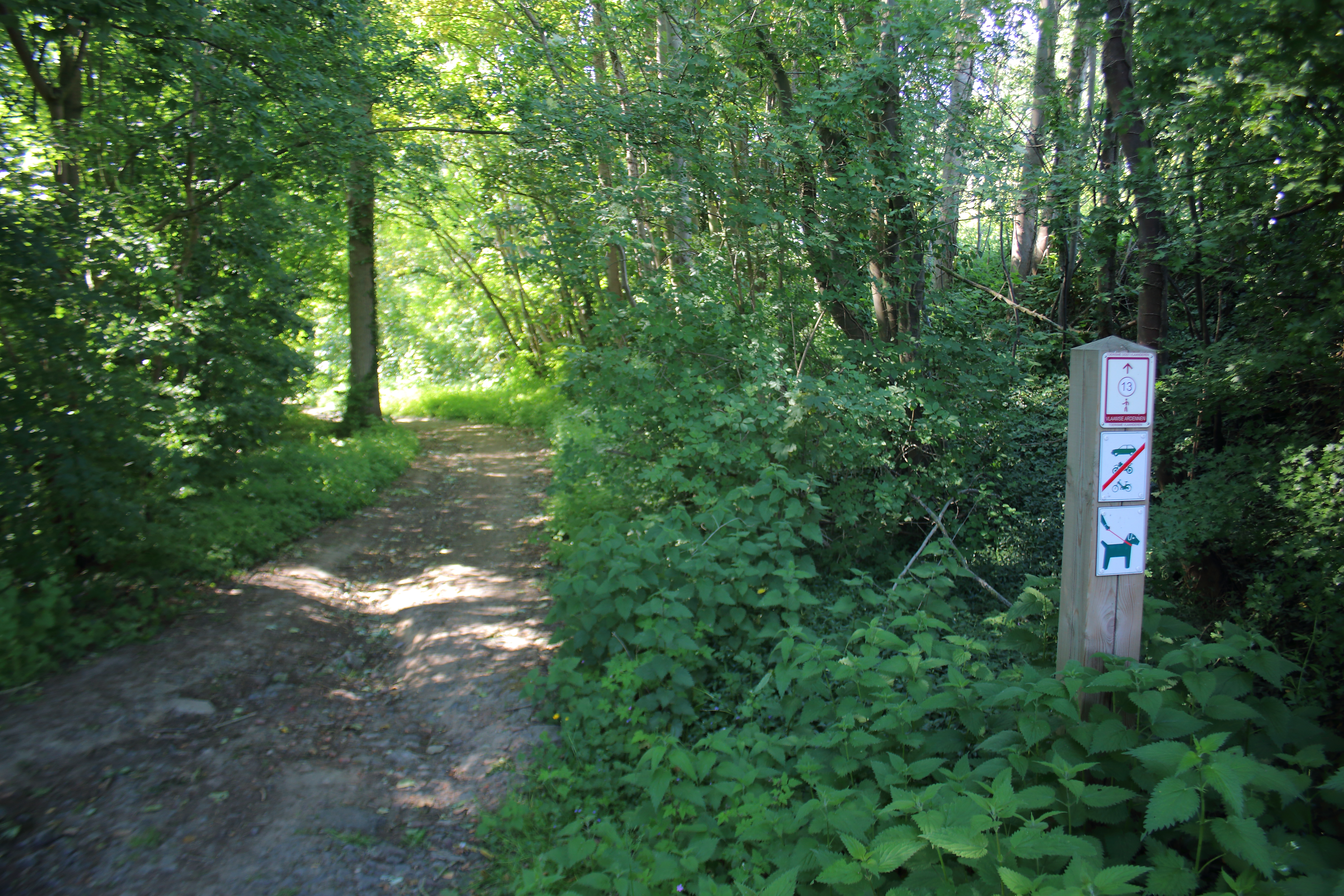
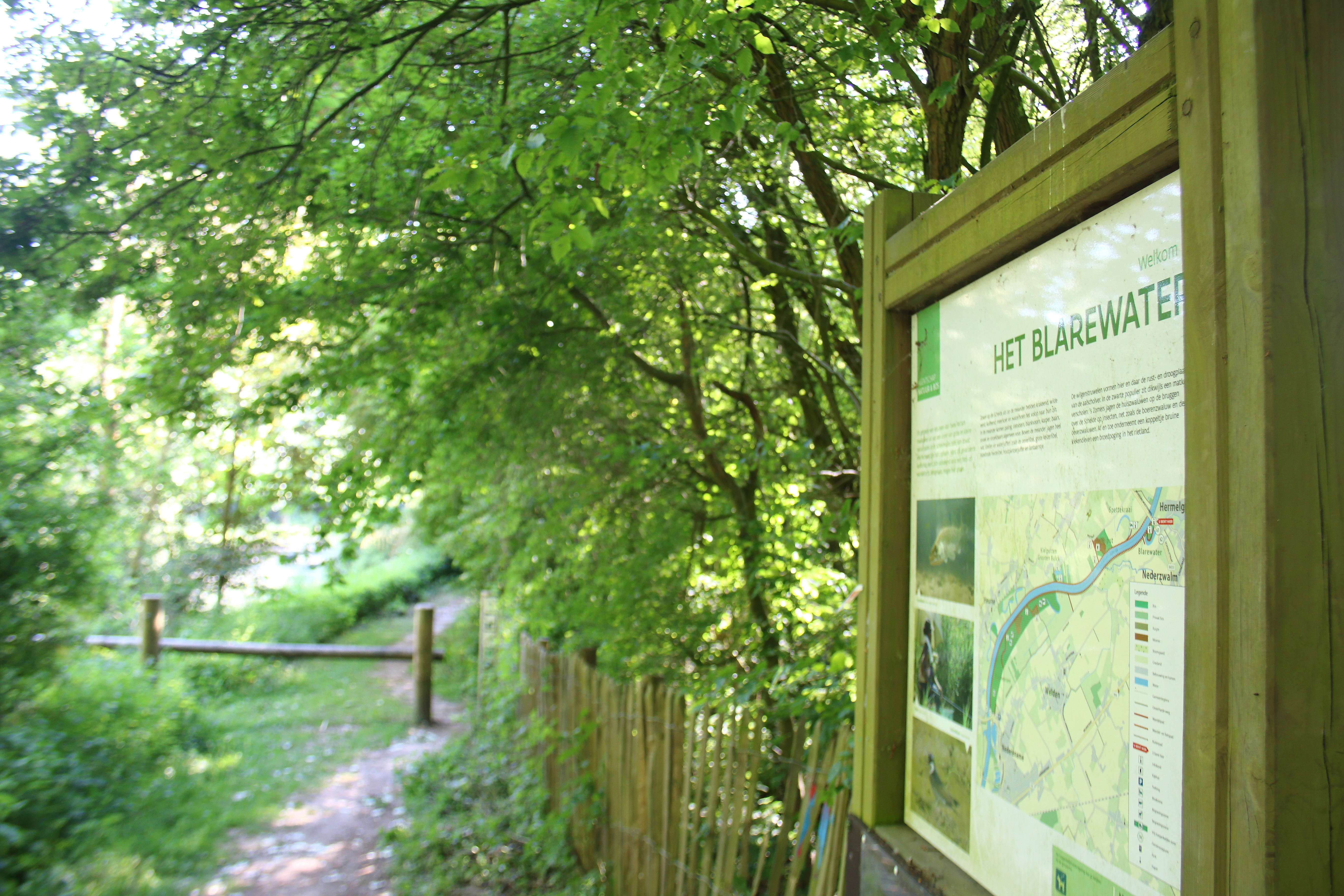